# Vasaloppets sommarvecka
Vasaloppets sommarvecka etablerades 2009 när Cykelvasan hade sin premiär. Ett tiotal lopp i mountainbike och löpning arrangeras numera i augusti varje år i den nio mil långa Vasaloppsarenan, mellan Sälen och den välkända målportalen i Mora. 
Cyklingen står på programmet under sommarveckans första helg och den inleds på torsdag och fredag med det korta inbjudningsloppet Cykelvasasprinten (1 km) vid Lindvallen i Sälen. På fredagen körs också Cykelvasan Öppet Spår (94 km) som precis som lördagens huvudlopp Cykelvasan 90 (94 km) startar vid den klassiska Vasaloppsstarten i Berga by i Sälen. Söndagens kortare lopp Ungdomscykelvasan (32 km), Cykelvasan 30 (32 km) och Cykelvasan 45 (45 km) startar i Oxberg.
Löpningens lopp genomförs under sommarveckans andra helg, närmare bestämt på lördagen. De utgörs av två stafetter och två individuella lopp: Tiomannastafetten Vasastafetten (med sträckor på 4,5–15 km) och fyramannastafetten Vasakvartetten (med sträckor på 19,1–24,2 km) startar bägge i Sälen. Det individuella loppet Ultravasan 90 (90 km) startar i Sälen redan klockan 05.00 medan den halva varianten Ultravasan 45 (45 km) startar i Oxberg.
Drygt 30 000 anmälda deltagare på sommaren kan därmed läggas till de närmare 70 000 som anmäler sig till vinterloppen i Vasaloppets vintervecka. Varje år lockar Vasaloppets alla lopp cirka 100 000 deltagare.
"Barnens Vasalopp cykel" och "Barnens Vasalopp löpning" avgörs också i Sälen och Mora under veckan.

## Vasaloppets sommarvecka 2020
| Datum      | Lopp                  | Längd | Startplats        |
| ---------- | --------------------- | ----- | ----------------- |
| 14 augusti | Cykelvasan Öppet Spår | 94 km | Sälen             |
| 14 augusti | Cykelvasasprinten     | 1 km  | Lindvallen, Sälen |
| 15 augusti | Cykelvasan 90         | 94 km | Sälen             |
| 16 augusti | Ungdomscykelvasan     | 32 km | Oxberg            |
| 16 augusti | Cykelvasan 30         | 32 km | Oxberg            |
| 16 augusti | Cykelvasan 45         | 45 km | Oxberg            |
| 22 augusti | Ultravasan 45         | 45 km | Oxberg            |
| 22 augusti | Ultravasan 90         | 90 km | Sälen             |
| 22 augusti | Vasastafetten         | 90 km | Sälen             |
| 22 augusti | Vasakvartetten        | 90 km | Sälen             |